# Josep Fabre (advocat)
Josep Fabre (Perpinyà, 1744 - París, 19 de juny del 1794) va ser un advocat nord-català que intervingué a la Revolució Francesa i que morí guillotinat.
Pierre Joseph Fabre exercia l'advocacia a Perpinyà quan, l'1 de juny del 1790, va ser nomenat secretari del Directori departamental dels Pirineus Orientals. Col·laborà amb Francesc Xavier de Llucià en l'arrest de perpinyanesos que foren traslladats a Orleans, el 1791, i posteriorment executats a París, el 9 de setembre del 1792. A l'any següent participà en l'empresonament a Montpeller de 32 ciutadans de la capital del Rosselló, que no foren alliberats fins a l'any següent.
Era vice-procurador general síndic del departament dels Pirineus Orientals quan va ser agafat pres (1794) juntament amb Francesc Xavier Llucià, el president del Departament Etienne Sérane i Bonaventura Vaquer, alcalde de Perpinyà, que n'era el comissari departamental: foren portats a París i, mentre en Llucià hi morí de malaltia o suïcidat (segons versions), la resta van ser empresonats en espera de judici. Als Arxius Nacionals es conserva una carta que li hauria enviat la seva dona Marie mentre Fabre era a la presó de Sainte-Pélagie (París), el 12 de juny. Sérane, Fabre i Vaquer van ser jutjats el 19 de juny del 1794 (1 Messidor an II) amb l'argument que havien sigut "enviats pel representant del poble davant l'exèrcit dels Pirineus Orientals" acusant-los de ser "agents de Birotteau" (associant-los així a un polític que havia estat guillotinat per traïdor l'octubre anterior). Condemnats a mort per conspiració, foren ràpidament executats. Fabre tenia 50 anys.